# Кедровый лес

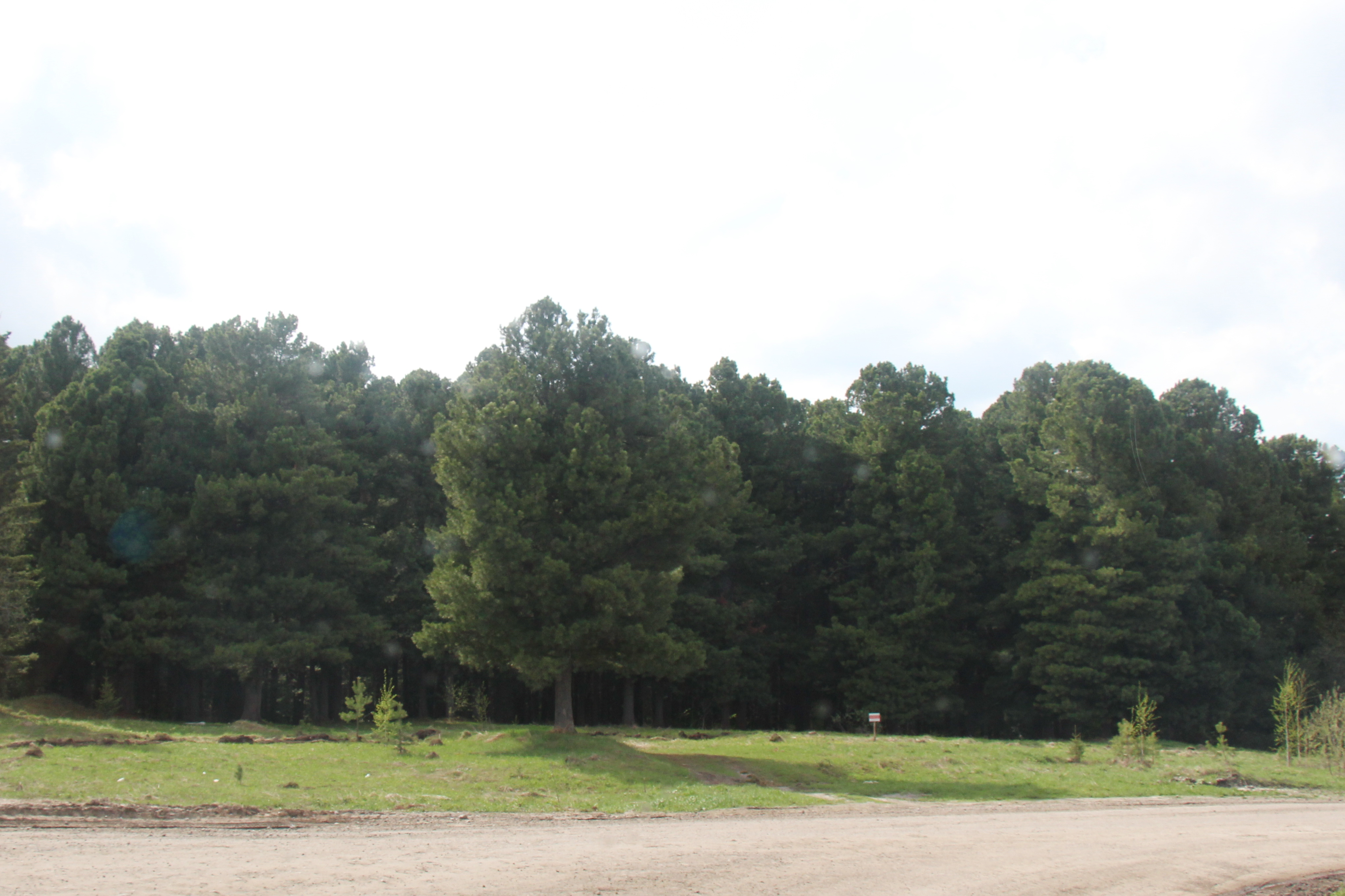
Белоусовский припоселковый кедровник, Томский район, Томская область

Кедро́вый лес, кедра́ч или кедро́вник — темнохвойный лес, в древостое которого главной лесообразующей породой являются кедровые сосны, такие как сибирская либо европейская.
Кедровые леса встречаются в предгорных и горных районах Центральной Европы, обильно произрастают в тайге от Урала, по всей Западной Сибири и в значительной части Восточной, в составе хвойных и широколиственных лесов присутствуют на Дальнем Востоке от Центрального Китая до Японии и Курильских островов, отмечены на тихоокеанском побережье Северной Америки.
На Северо-Востоке Азии, на границе вечной мерзлоты, кедровниками называют также стелющиеся заросли кедрового стланика, покрывающие около 40—50 млн га.

## Характеристика
В состав кедровых лесов могут входить также пихта, ель сибирская, иногда сосна обыкновенная, а на востоке Сибири, за Енисеем, лиственница сибирская и даурская, реже встречаются мелколиственные породы, такие как берёза и осина. 
Насаждения, образованные преимущественно кедровой сосной можно выделить в отдельный тип: пятихвойные сосны менее требовательны к свету, чем сосна обыкновенная и лиственница, но более требовательны, чем ели или пихты, причём, чем старше насаждение, тем более требовательным к свету оно становится. Для смешанных кедрово-еловых или кедрово-пихтовых лесов иногда используется термин темнохвойно-кедровые.
Обычно кедровники состоят из нескольких поколений кедровых сосен: от молодняка — до зрелых и перестойных деревьев.

## Роль в культуре
В крестьянском быте кедровые леса традиционно занимали особое место, представляя собой один из существенных источников пропитания и дохода для близлежащих сёл и деревень. Нередко добыча кедровых орехов велась варварским способом, чтобы не утруждать себя, ради нескольких шишек вполне могли срубить целое дерево. Во многих местностях это приводило к постепенной деградации кедровников. С другой стороны, отдельные кедровые рощи находились под охраной и получали статус заповедных. В  некоторых сельских местностях вокруг кедровников постепенно формировалась особая культура лесопользования.

Сбор кедровых орехов для алтайскихъ жителей тоже, что сбор винограда для жителей южной Европы. Ещё с осени начинаются предсказания на будущее лето о урожае орехов, потому что осенью, когда бьют орехи, на кедрах уже есть маленькие шишки, которыя должны поспеть в будущую осень; эти молодые шишки называются озимью. Кроме того хорошая озимь ржи также служит приметою для здешнихъ жителей хорошаго сбора орехов. Но урожаи эти бывают очень редки; до урожая 1856 г. девять лет не было вовсе сбора кедровых орехов, и никто не ездил в кедровники. С нетерпением алтайцы ждутъ августа мѣсяца...— Григорий Потанин, «Полгода в Алтае»